# ТЕС Скікда
ТЕС Скікда — теплова електростанція на північному сході Алжиру, розташован біля однойменного міста та поряд з комплексом із виробництва зрідженого природного газу Скікда ЗПГ.
У 1975 році на площадці ТЕС спорудили конденсаційну станцію з двома паровими турбінами виробництва чеської компанії Skoda потужністю по 131 МВт (за іншими даними — по 137 МВт).
В 2005—2006 роках в умовах зростаючого енергодефіциту станцію підсилили за рахунок двох енергоблоків, що використовують технологію комбінованого парогазового циклу. Кожен з них обладнаний однією газовою турбіною компанії General Electric типу 9001FA потужністю 235 МВт та однією паровою турбіною потужністю 177,5 МВт (разом 412,5 МВт, у деяких джерелах вказується потужність блоку на рівні 440 МВт). Особливістю проекту став допуск у капітал приватного інвестора — канадської SNC-Lavalin, що виступила генеральним підрядником будівництва. Втім, канадський учасник володів лише 11 %, тоді як основна частка приходилась на долю державних компаній — електроенергетичної Sonelgaz та нафтогазової Sonatrach (можливо відзначити, що за кілька років ці ж компанії разом з інвестиційною компанією із Абу-Дабі реалізували проект ТЕС Аджре-Енну, яка вже на 51 % належала приватним інвесторам).
Станція використовує природний газ, який надходить до регіону по трубопроводу Хассі-Р'Мель – Скікда та перемичці від Хассі-Р'Мель – Кудіет-Еддрауш. 